# Борис Стефанов (ДРО)
Вижте пояснителната страница за други личности с името Борис Стефанов.
Борис Стефанов Матеев или Хаджиматеев (изписване до 1945 година: Борисъ Стефановъ хаджи Матеевъ) е български и румънски комунистически деец и революционер (деец на Добруджанската революционна организация, ДРО).

## Биография
Роден е през 1883 г. в Котел. През 1904 г. става член на БРСДП (тесни социалисти). Негов брат е Христо Стефанов - председател на Земеделската камара в Добрич, сенатор в парламента на Кралство Румъния от Национал-Църънистката партия от окръг Калиакра, жертва на политическо убийство. Синът му Асен Драганов е убит като съветски военослужещ във Втората световна война.
След 1913 година Борис Стефанов е член на Румънската комунистическа партия. През 1924 г. става член на Политбюро на ЦК на РКП. От 1926 до 1933 г. лежи в затвора. В периода 1934 – 1940 г. е генерален секретар на РКП.
По-късно емигрира в СССР, където става член на Изпълнителния комитет (ръководството) на Коминтерна.
През 1945 г. се завръща в България. Работи в ЦК на БКП между 1945 и 1949 г. От 1950 и 1958 г. е в издателство „Наука и изкуство“. Умира при пътно транспортно произшествие.